# Gut Damp

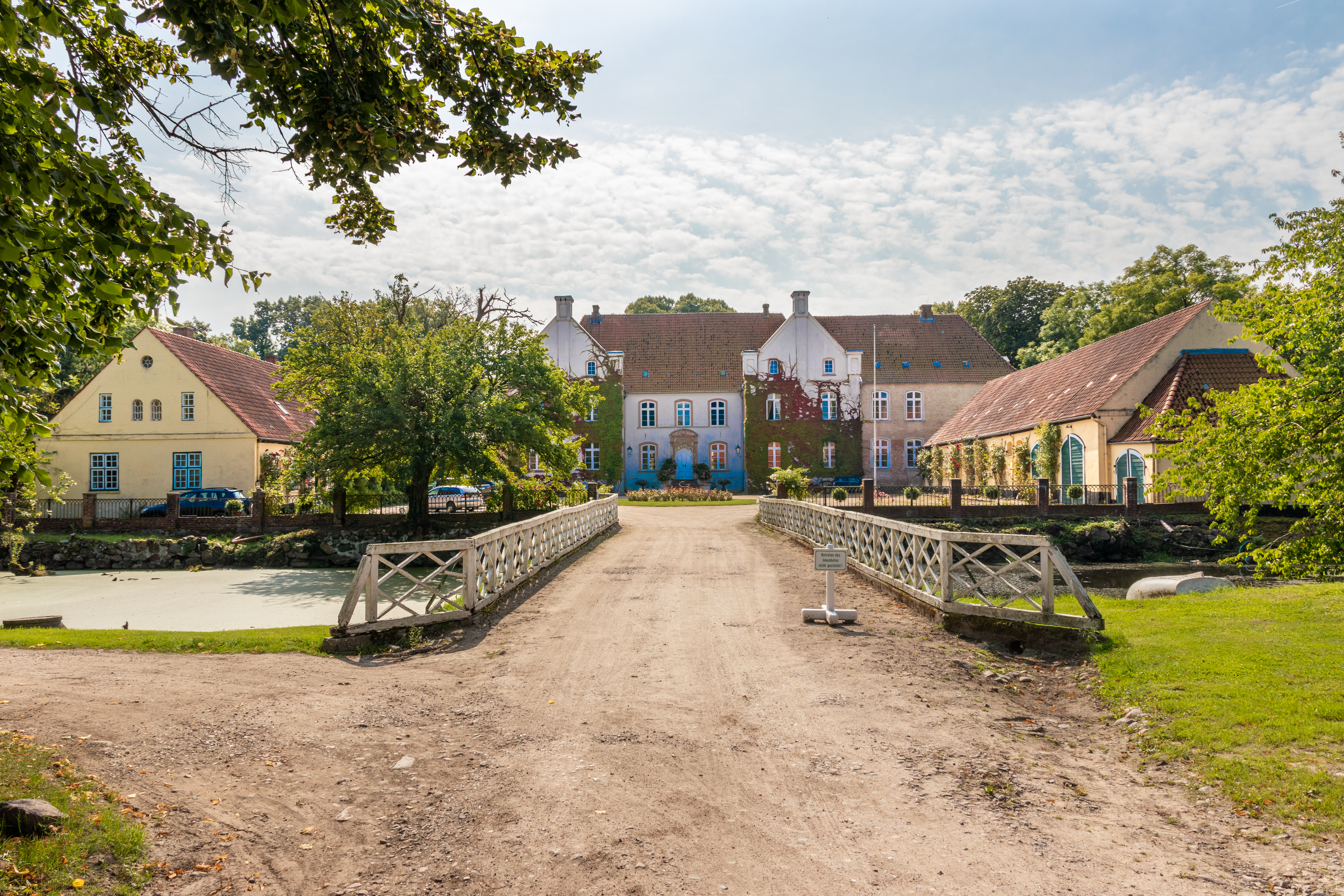
Das Gutshaus

Das Gut Damp befindet sich in der Gemeinde Damp im Kreis Rendsburg-Eckernförde in Schleswig-Holstein. Das Gut steht unter Denkmalschutz.

## Geschichte
Der genaue Baubeginn des Gutes ist unbekannt. Im 15. Jahrhundert gehörte das Gut den Bischöfen von Schleswig. Für das Jahr 1438 ist als Pächter Eler Schmidt bekannt. Zu seinen Pflichten gehörte die Rodung des Waldes und der Bau eines Hauses. Außerdem hatte er die bischöflichen Jagdgäste zu bewirten. 1517 wurde das Gut erstmals als Damp bezeichnet. Der Name geht zurück auf *damp für schlagen, stoßen (vgl. dän. dumpe, bornholmerisch dampa für (herunter)fallen) und bezieht sich vermutlich auf den fallenden Wasserlauf der Bökenau (Schwastrumer Au). Von 1519 bis 1626 gehörte das Gut der Familie Wisch. In diese Zeit von 1595 bis 1597 fiel der Bau des heutigen Herrenhauses, der Bauherr war Melchior von der Wisch. 1640 wurden die Wirtschaftsgebäude vom damaligen Besitzer Otto Rantzau gebaut. Von 1656 bis 1797 gehörte das Gut der Familie Ahlefeldt. Ab 1697 wurde das Herrenhaus umgebaut und barock gestaltet. 1742 wurde unweit des Gutes das St.-Johannis-Armenstift erbaut. Es war für alte und kranke Gutsangehörige gedacht. 1803 wechselte der Besitz zur Familie Qualen, diese vererbte das Gut an die Grafen von Reventlow von Sandberg.

## Das Herrenhaus
Das Herrenhaus wurde 1597 erbaut. An jeder Ecke befand sich ein Pavillon. Während der Bauzeit wurden die westlichen Pavillons zu einem Flügel verbunden, die östlich Pavoillons standen erst frei, bis sie 1720 ebenfalls verbunden wurden. In diesem Jahr wurde ein weiter Westflügel angefügt.
Das Innere im Mittelbau wird von der zweigeschossigen Halle geprägt. Diese Halle entstand um 1700, die Orgel von Hinrich Wiese wurde vermutlich ab 1698 erbaut. Gegenüber der Orgel führt eine zweiläufige Treppe zu einer Galerie. Über der Galerie befindet sich ein Stuckplafond mit halblebensgroßen Musikerinnen. Zum Teil sind Originalinstrumente implantiert. Eine Musikerin hält das älteste Hummel-Instrument aus Deutschland in den Händen. Putten halten ein Ziffernblatt und spielen verschiedene Instrumente. Spruchbänder in lateinischer Sprache erklären die Abbildungen.
Weitere Räume aus der Umbauphase um 1700 sind die Kaminstube, die Rote Stube, die getäfelte Stube und das Esszimmer. Alle Räume sind mit aufwendigen Stuckdecken versehen. Die Stuckarbeiten wurden vermutlich von den oberitalienischen Stuckateuren Domenico Carbonetti und Giuseppe Mogia erstellt.

## Die Orgel im Herrenhaus
Im Jahr 1699 erbaute der Orgelbauer Hinrich Wiese aus Schuby die Orgel in der Halle des Herrenhauses. Die Orgel blieb über die Jahrhunderte unverändert, jedoch wurde sie im Laufe der Zeit unspielbar und verlor schließlich sämtliches Pfeifenwerk bis auf die Prospektpfeifen. Die originale Disposition und deren Schreibweise konnte 1969 ermittelt werden, als die originalen Registerschildchen unter einem Farbanstrich lesbar gemacht werden konnten. Auf dieser Grundlage und auf Basis der Forschungsergebnisse des Orgelsachverständigen Immo Wesnigk, Eckernförde wurde 1968/1970 eine Rekonstruktion durch die Werkstatt Klaus Becker, Kupfermühle, durchgeführt. Das Werk verfügt über Schleifladen mit mechanischer Traktur, die Disposition ist wie folgt:
| I zum Rückpositiv CDEFGA–c3 |    |
| Gedackt                     | 8′ |
| Prinspal                    | 4′ |
| Spitzflöte                  | 4′ |
| Rohrflöte                   | 3′ |
| Gembshorn                   | 2′ |
| Zimbel                      |    |
| Krump Horn                  | 8′ |

| II zum Manuahl CDEFGA–c3 |       |
| Hintersatz               | 16′   |
| Prinspal                 | 8′    |
| Oktav                    | 4′    |
| Quinta                   | 3′    |
| Sechsta                  | 1 ⁄2′ |
| Mixtur                   |       |
| Trompet                  | 8′    |
| Schalmey                 | 4′    |

| zum Pedahl CDE–d1 |     |
| Untersatz         | 16′ |
| Gedackt           | 8′  |
| Oktav             | 4′  |
| Posaune           | 16′ |
| Trompet           | 8′  |

Weitere Angaben:
- Koppel: I/II (Manualschiebekoppel)
- Tremulant auf die ganze Orgel
- Cimbelstern

## Wirtschaftshof und Park

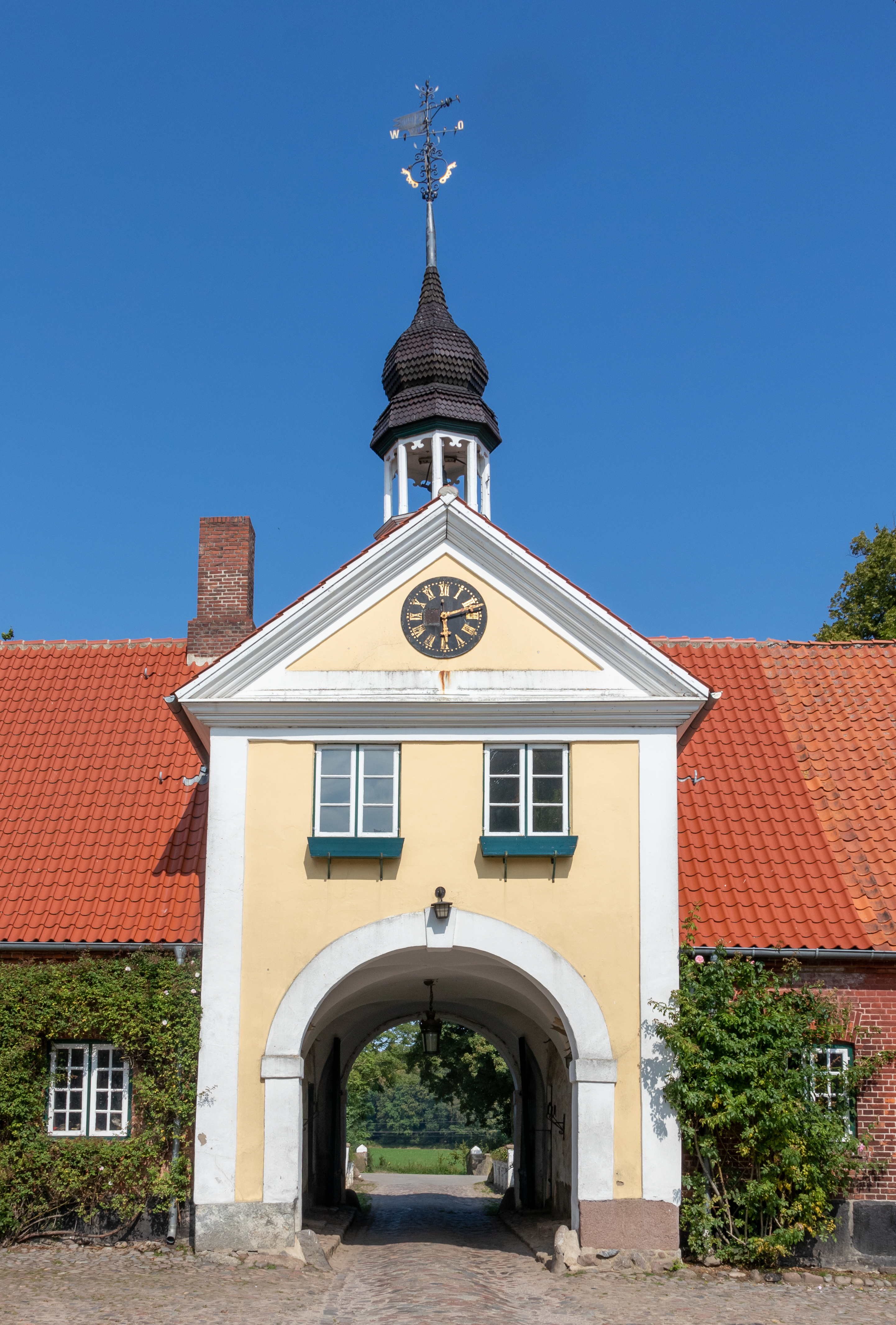
Das Torhaus

Der Wirtschaftshof ist durch einen Graben im Norden der Insel vom Herrenhaus abgetrennt. Im Süden des Hofes steht sich das Torhaus. Dieses wurde in der Mitte des 17. Jahrhunderts erbaut, jedoch im Laufe der Zeit verändert. So stammt der Glockenturm mit Wetterfahne auf dem Mittelrisalit des Torhauses aus dem Jahr 1908.
Um den Wirtschaftshof gruppieren sich Scheunen und Stallungen. Diese haben ein Eichenfachwerk, das mit Backstein ausgemauert ist. Die Dächer sind mit Reet gedeckt. Westlich steht die Gerstenscheune aus dem Jahr 1640. Östlich steht das Neue Kuhhaus, in dem heute ein Restaurant zu finden ist. Weitere Gebäude sind eine Roggenscheune und das Alte Kuhhaus. 1967 wurde das Dach des Alten Kuhhauses während eines Sturmes beschädigt und danach nur notdürftig repariert.
Hinter dem Herrenhaus liegt der etwa 1750 im barocken Stil errichtete Park. Die Hauptachse bildet eine Lindenallee mit einer Länge von etwa 150 Metern. Nach 1800 wurde der Park erweitert und im landschaftlichen Stil umgestaltet.

## St.-Johannis-Armenstift

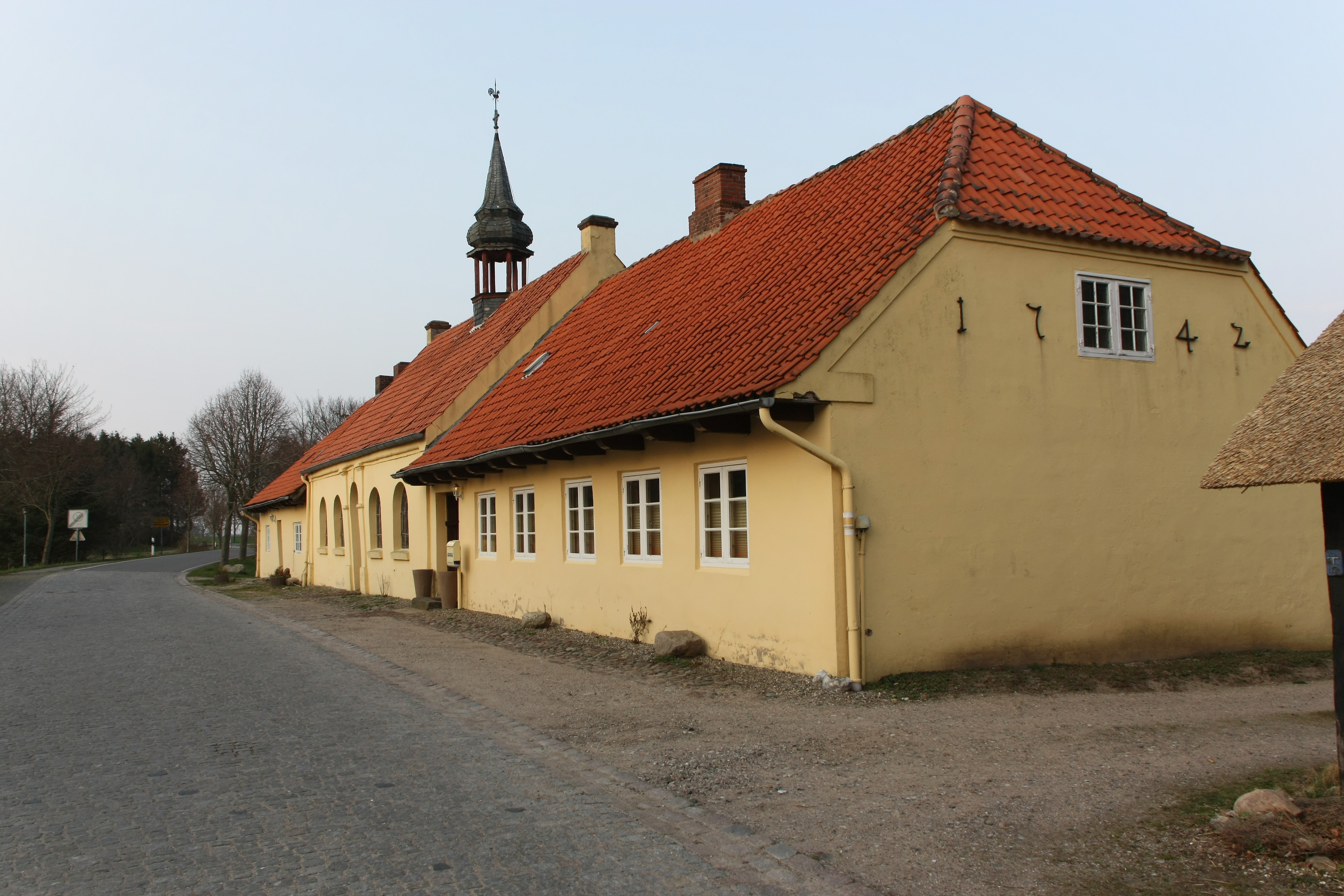
Das St.-Johannis-Armenstift mit der Kapelle

Etwas abseits des Gutes an der Ortseinfahrt von Vogelsang-Grünholz liegt das 1742 erbaute St.-Johannis-Armenstift. Die zugehörige Kapelle wurde 1912 umgebaut. An jeder Seite der Kapelle befinden sich niedrige, eingeschossige Wohnhäuser. Zum Stift gehören vier Wohnkaten und ein reetgedeckter Glockenstapel.

## Heutige Nutzung
Heute befindet sich in der ehemaligen Kuhscheune ein Restaurant. In dem Gut wurden Szenen der Fernsehserien Onkel Bräsig und Der Landarzt gedreht.